# 小学生ホスト ポチ
『小学生ホスト ポチ』（しょうがくせいホスト ポチ）は、紗織による日本の漫画作品。
スクウェア・エニックス刊『ガンガンパワード』のオリジナル4コマ漫画勝ち抜き企画「4ページで4コママンガをやってみないか?」で3号連続勝ち抜きを達成。その後、同誌の2008年8月号に非4コマのコメディとして再構成された読み切り版の掲載を経て、ウェブコミック配信サイト『ガンガンONLINE』で2009年4月30日から7月30日まで全4話が連載された。全1巻。

## ストーリー
クラブで売上No.1のホストであった美華音は店長が街でスカウトした小学生ホストのポチに人気を奪われ、売上最下位に転落してしまう。

## 登場人物
ポチ
店長が街でスカウトした小学生ホスト。母性本能をくすぐる容姿と純真無垢な性格でたちまちクラブの人気No.1に登り詰める。
美華音（みけね）
ポチが登場するまで人気No.1だったホスト。ポチに人気を奪われて売上最下位に転落し、反撃の機会をうかがいつつ月間最下位の当番であるトイレ掃除に精を出す。
店長（てんちょう）
美華音が所属するクラブの店長。ポチをスカウトし、給料を出さない代わりに店内で自由に遊ばせている。
狼（ウルフ）
ライバル店「ヴァンパイア」のNo.1ホスト。ポチの噂を聞きつけ、ヘッドハントを賭けて勝負したものの完敗を喫し、ポチの軍門に下る。

## 書誌情報
- 紗織 『小学生ホスト ポチ』 株式会社スクウェア・エニックス 〈ガンガンコミックスONLINE〉、全1巻
  - 2009年10月22日発売[1]、『月刊少年ガンガン』増刊『ガンガンパワード』2008年8月号、『ガンガンONLINE』2009年4月号 - 7月号、ISBN 978-4-7575-2702-7